# Estlands nationalmuseum

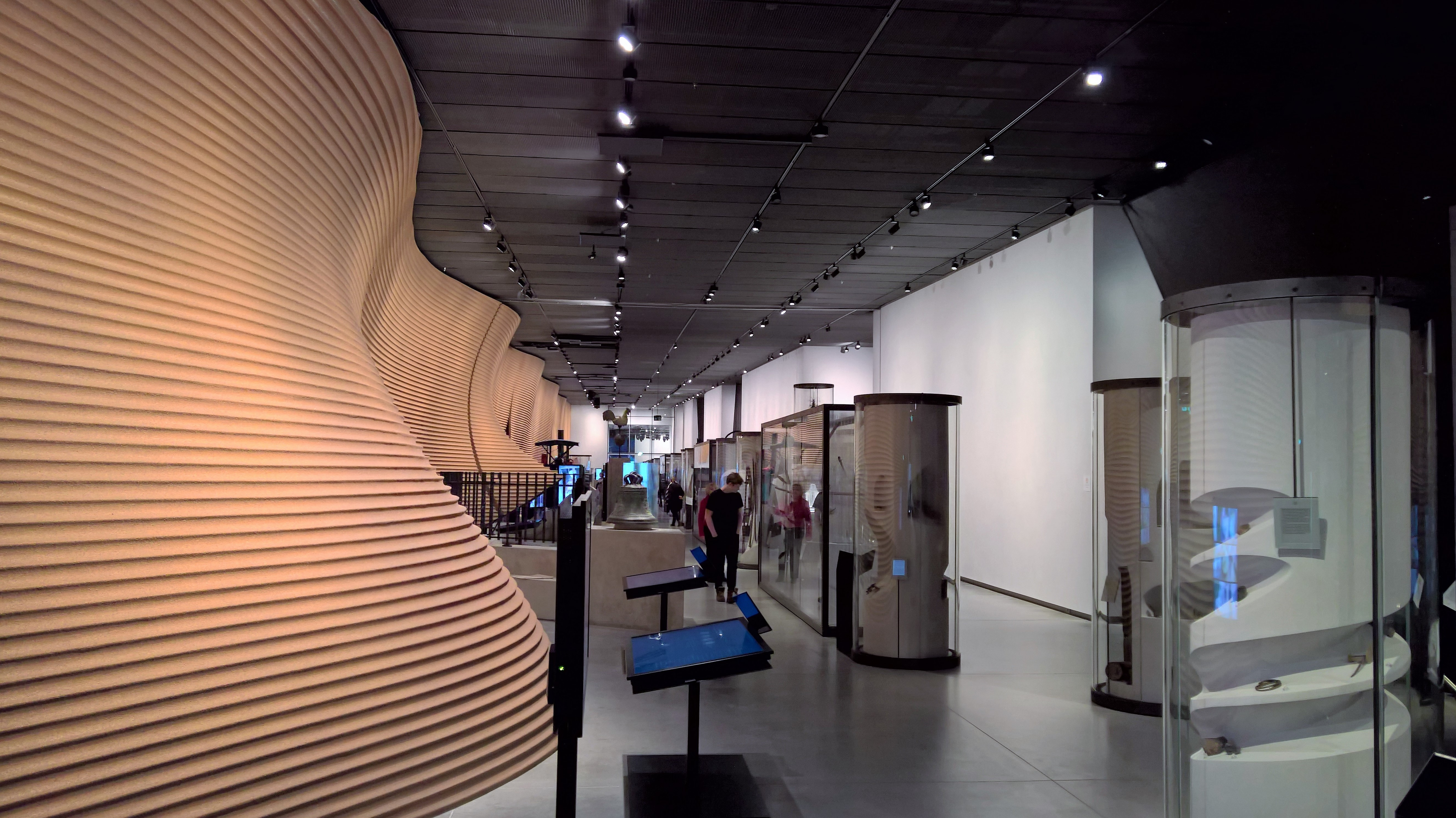
Interiör.

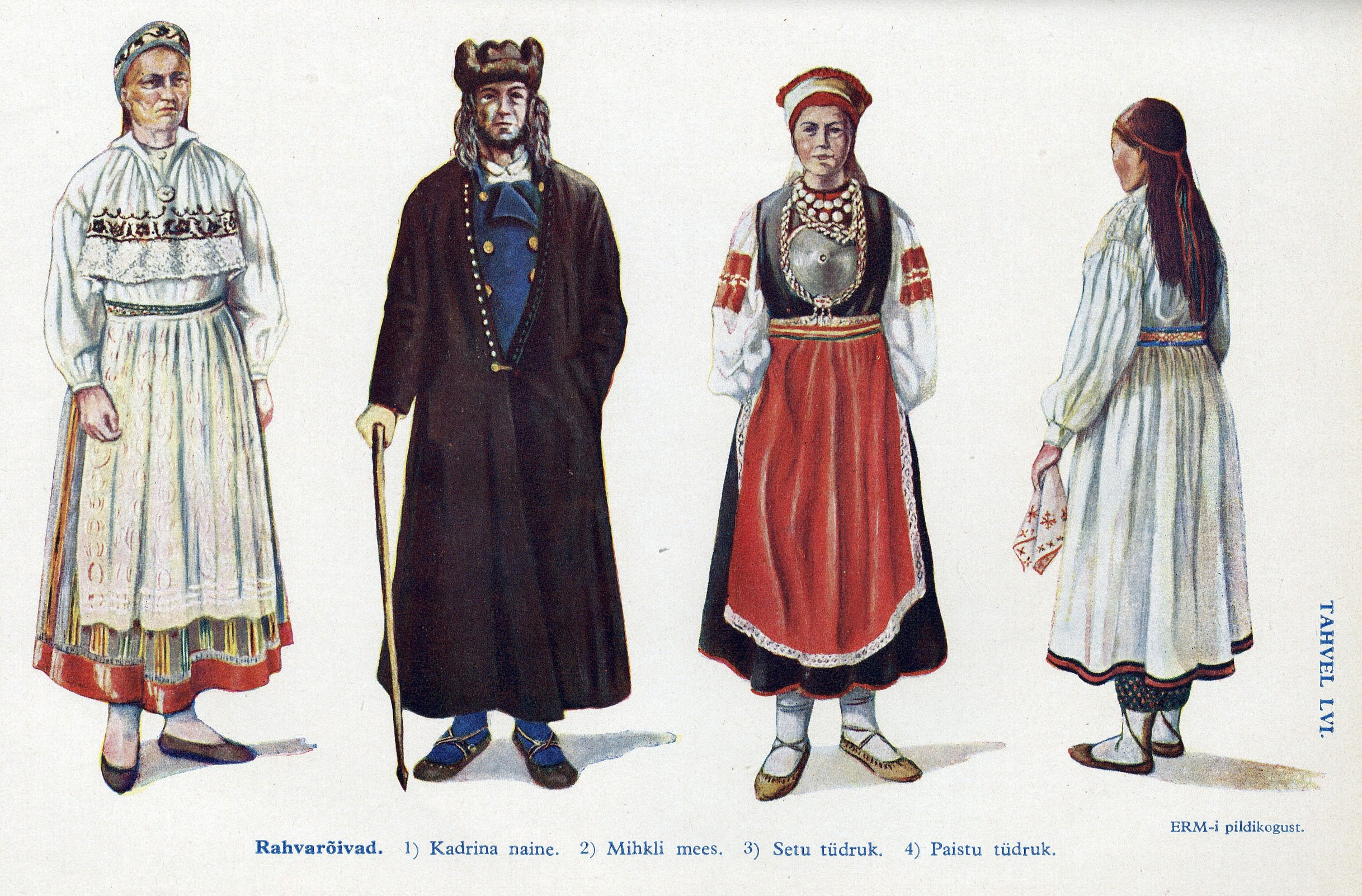
Nationaldräkter:
1. Kadrina 2. Koonga 3.Setos 4. Paistu.

Estlands nationalmuseum (estniska: Eesti Rahva Muuseum) är ett statligt estniskt kulturhistoriskt museum, som grundades 1909 i Tartu. Det är till stor del baserat på folkloristen Jakob Hurts arbete för Estlands etnografi och folkliga konst. Museets första föremål insamlades under senare delen av 1800-talet.
Museet visar det estniska folkets historia, levnadssätt och traditioner, och presenterar också andra finsk-ugriska folks kulturhistoria, samt de olika folkminoriteterna i Estland. Det ger en samlad bild av traditionella estniska folkdräkter i olika regioner.
Museet öppnade på Raadi herrgård 1922 med den finländske etnologen Ilmari Manninen som chef. Denne hade varit verksam vid Universitetet i Tartu sedan 1919. Raadi herrgård hade varit bostad för konstsamlarna Karl Eduard och hans son Ernst Friedrich von Liphart. De hade flyttat från gården 1860, men familjens samlingar hade bevarats där. En del flyttades från gården vid tiden för den ryska revolutionen 1917, en del konfiskerades. Några av de dyrbaraste föremålen såldes på auktion utomlands omkring 1920, men stora delar av samlingen hamnade på Estlands nationalmuseum.
Raadi flygbas byggdes på godsets marker, och utvidgades av Sovjetunionen under andra världskriget från 1940. Manbyggnaden, museets huvudbyggnad, förstördes 1944 under Slaget om Tartu. Flygfältet blev efter kriget en betydelsefull sovjetisk bombflygbas och museet flyttade till en tidigare domstolsbyggnad i Tartu. Museets föremål fick huvudsakligen lagras i kyrkor och andra utrymmen runt om i staden.
År 2005 utlyste Estlands kulturministerium, museet och Estlands arkitektförbund en internationell arkitekttävling om en ny museibyggnad. Tävlingen vanns av arkitekterna Dan Dorell och Lina Ghotmeh från Paris och Tsuyoshi Tane från London. Den nya, envånings museibyggnaden invigdes hösten 2016. Den är 356 meter lång och har en yta på knappt 34 000 kvadratmeter.